# Civilizační choroba

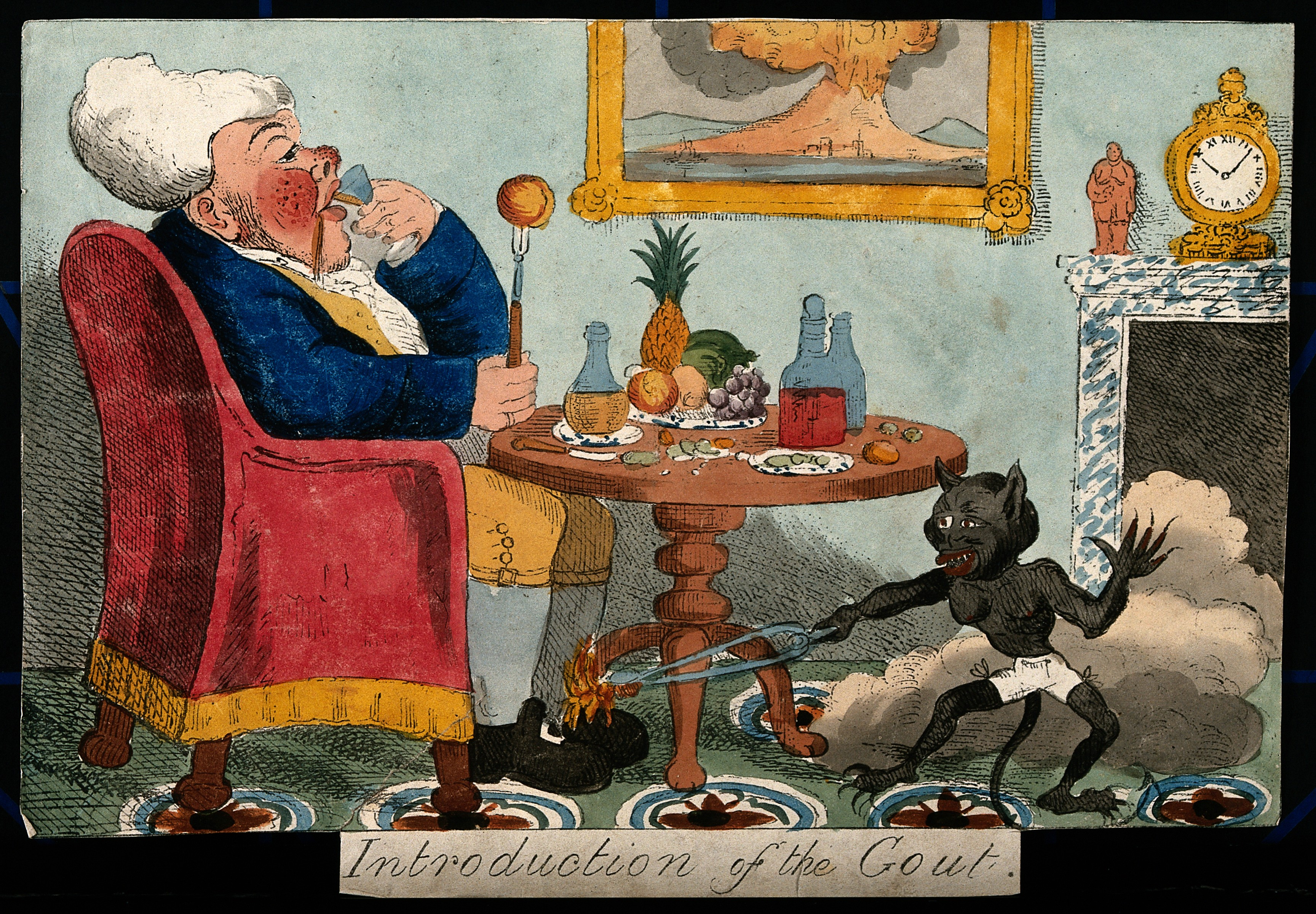
Dna. Démon spaluje nohu nestřídmému strávníkovi na satirické ilustraci (1818)

Civilizační choroby (také nemoci z blahobytu, anglicky diseases of affluence) je označení pro skupinu nemocí, které se častěji vyskytují ve vyspělých zemích než v zemích třetího světa. Předpokládá se, že jsou důsledkem moderního městského životního stylu. K tomu přispívá i to, že mnoho lidí ve vyspělých zemích kouří, pije alkohol, má nedostatek fyzické aktivity, trpí dlouhodobým stresem apod. 

## Příčiny
Za příčiny civilizačních chorob se považují například:
- konzumace průmyslově vyráběných potravin
- příjem kaloricky bohatých potravin (zejména tučných a slaných jídel)
- nadměrná konzumace jídla, alkoholu a cigaret
- nadměrný a trvalý stres
- nedostatek fyzického pohybu

Nevhodná strava
- tučná jídla
- přeslazená jídla
- přepálená jídla
- přesolená jídla
- příliš mnoho živočišných tuků

## Choroby často označované jako civilizační
- alergie[1]
- Alzheimerova choroba
- anorexie
- artritida[2]
- astma
- ateroskleróza
- atopický ekzém
- bigorexie
- bolesti páteře
- bulimie
- cévní mozková příhoda
- deprese
- diabetes mellitus 2. typu
- syndrom dráždivého tračníku
- hypertenze
- chronická obstrukční plicní nemoc (CHOPN)
- chronické onemocnění ledvin
- chronický únavový syndrom
- idiopatické střevní záněty
- infarkt myokardu
- jaterní cirhóza
- kardiovaskulární onemocnění
- metabolický syndrom
- obezita
- orthorexie
- osteoporóza
- předčasné porody a potraty
- rakovina
- revmatické nemoci
- srdečně-cévní onemocnění (viz kardiovaskulární onemocnění)
- syndrom polycystických ovarií
- syndrom vyhoření
- únavový syndrom
- některé vrozené vývojové vady nervového systému novorozenců
- zácpa
- závislosti
- žaludeční vřed